# Real Fuerza Aérea Noruega

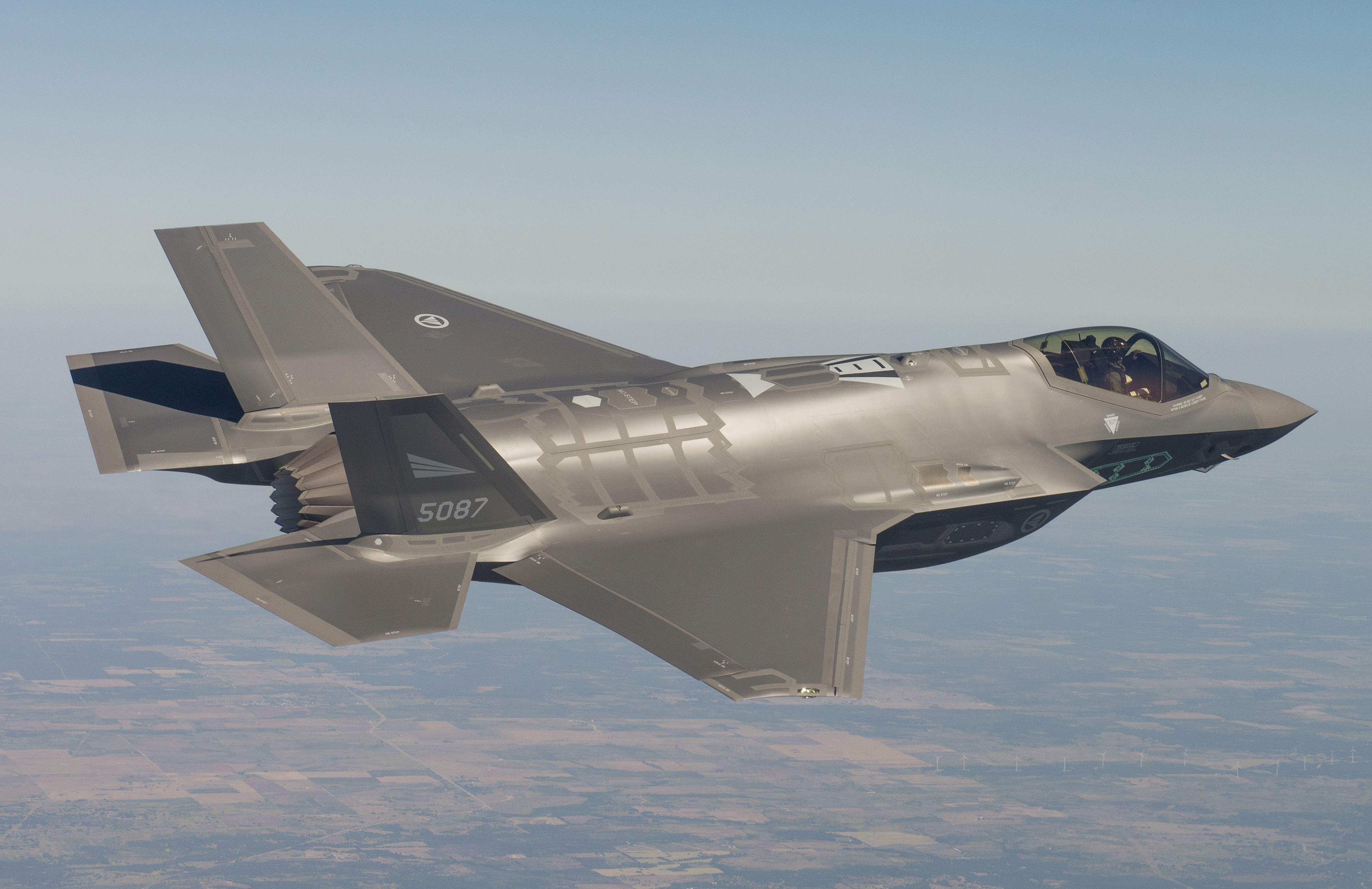
Vuelo de prueba de un F-35 Lightning II noruego.

La Real Fuerza Aérea Noruega (en noruego: Kongelige Norske Luftforsvaret) es la fuerza aérea de Noruega. Fue establecida como una rama separada de las Fuerzas Armadas Noruegas el 10 de noviembre de 1944. Actualmente está formada por unos 1.430 empleados (oficiales, personal alistado y civiles), además de contar con en torno a 600 efectivos del servicio obligatorio de 1 año. En caso de necesidad puede movilizar una fuerza de aproximadamente 5.500 personas.

## Aeronaves y equipamiento
La Real Fuerza Aérea Noruega cuenta con las siguientes unidades:
| Aeronave                             | Origen                      | Tipo                             | Versiones      | En servicio | Notas                                                                                          |
| Aviones                              | Aviones                     | Aviones                          | Aviones        | Aviones     | Aviones                                                                                        |
| ------------------------------------ | --------------------------- | -------------------------------- | -------------- | ----------- | ---------------------------------------------------------------------------------------------- |
| Lockheed Martin F-35 Lightning II    | Estados Unidos              | Combate                          | F-35A          | 22          | 30 en orden - 52 planeados                                                                     |
| Lockheed Martin F-16 Fighting Falcon | Estados Unidos Países Bajos | Caza                             | F-16 AMF-16 BM | 4710        | Originalmente fueron 72 unidades en total. Todos han recibido una actualización de vida media. |
| Lockheed C-130 Hercules              | Estados Unidos              | Avión de transporte              | C-130J-30      | 4           |                                                                                                |
| Dassault Falcon 20                   | Francia                     | Guerra electrónicaTransporte VIP | 20CM20C-5      | 21          | [ 4 ]                                                                                          |
| Saab Safari                          | Suecia                      | Avión de entrenamiento           | Safari         | 16          | [ 5 ]                                                                                          |
| Boeing P-8 Poseidon                  | Estados Unidos              | Vigilancia                       |                | 5           |                                                                                                |
| Helicópteros                         |                             |                                  |                |             |                                                                                                |
| NHIndustries NH90                    | Unión Europea               | Helicóptero de transporte        | HKP 14         | 0           | Pedidas 14 unidades.                                                                           |
| Bell 412                             | Estados Unidos              | Helicóptero utilitario           | 412SP          | 17          | Originalmente fueron 19 unidades.                                                              |
| Westland Lynx                        | Reino Unido                 | Helicóptero utilitario y SAR     | Lynx Mk.86     | 6           | Empleados por los Guardacostas. Serán sustituidos por los NH90.                                |
| Westland Sea King                    | Estados Unidos              | Helicóptero utilitario y SAR     | Sea King Mk.43 | 12          |                                                                                                |

## Galería de imágenes

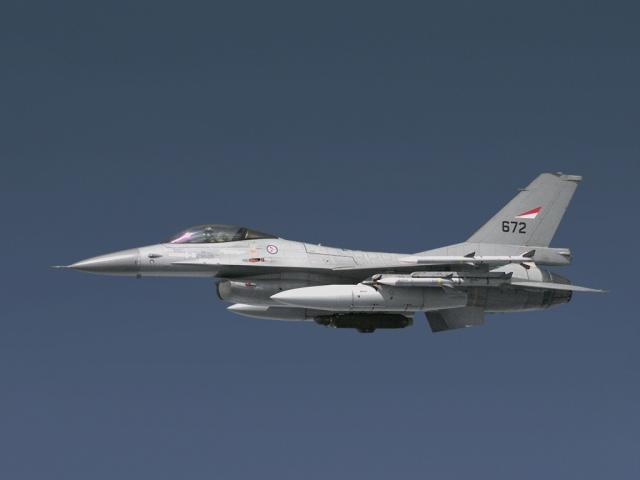
F-16A
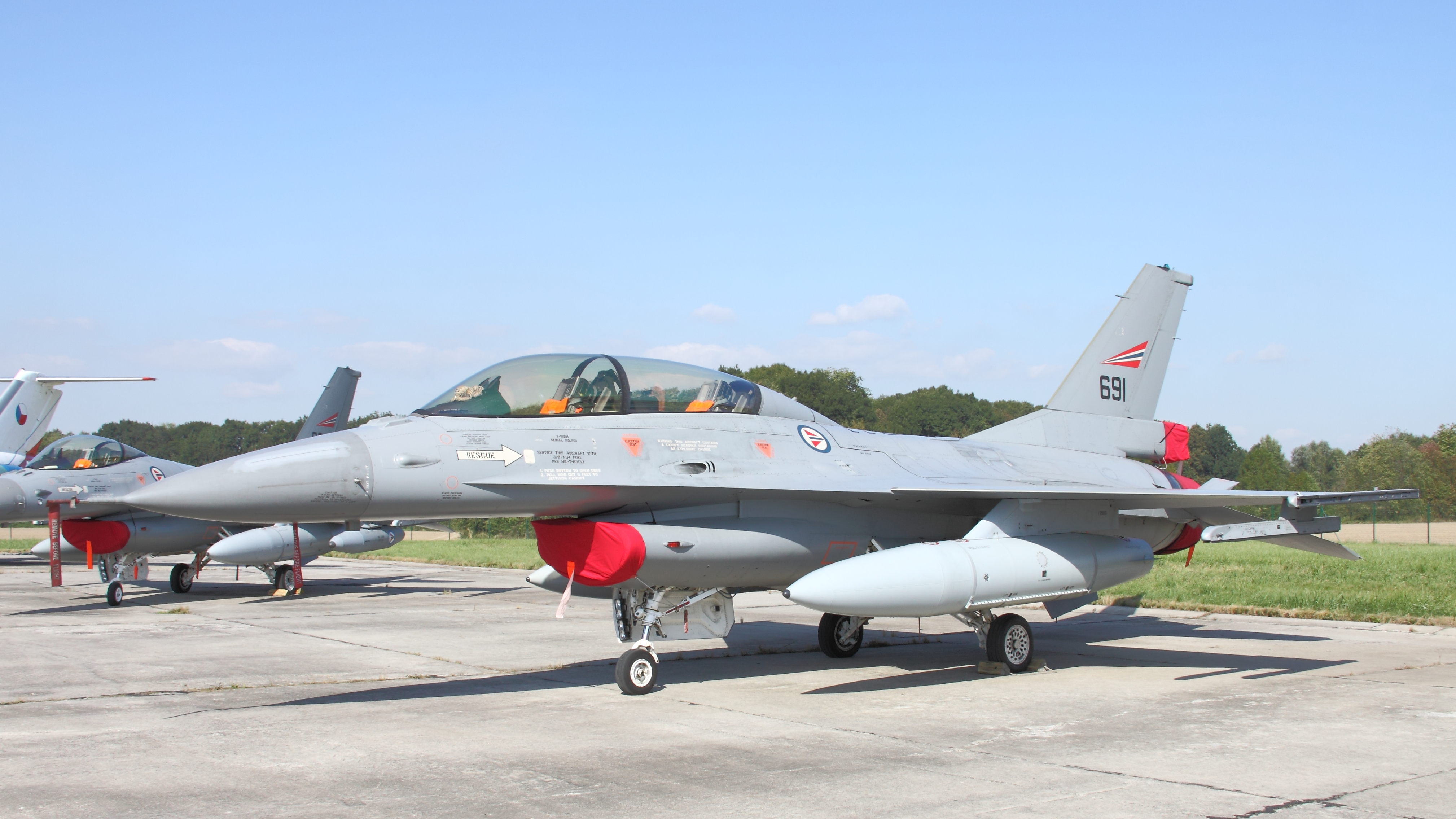
F-16B
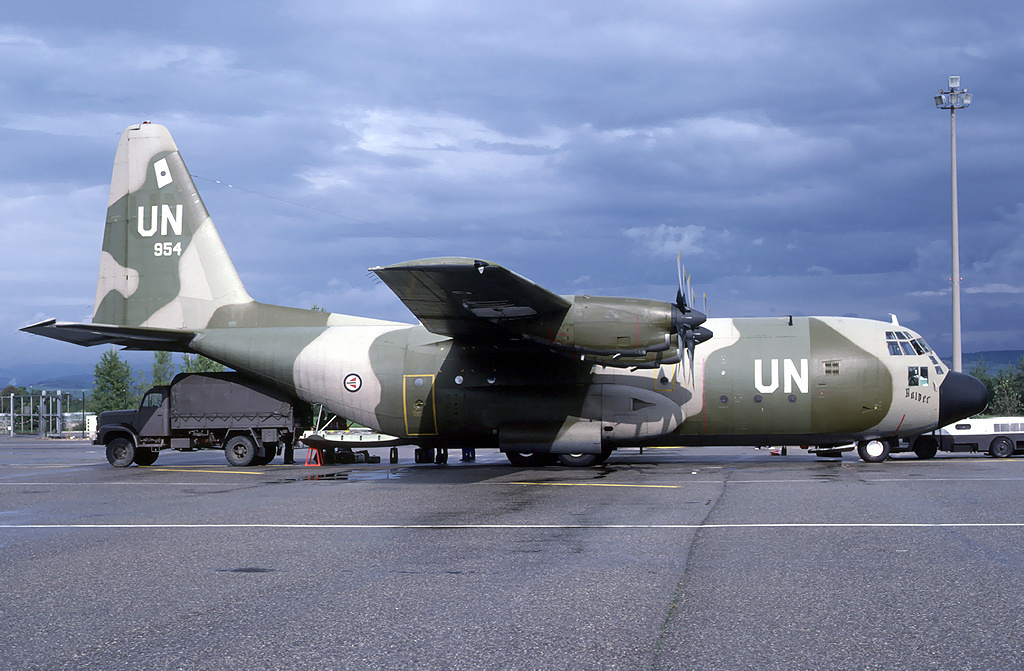
Lockheed C-130 Hercules
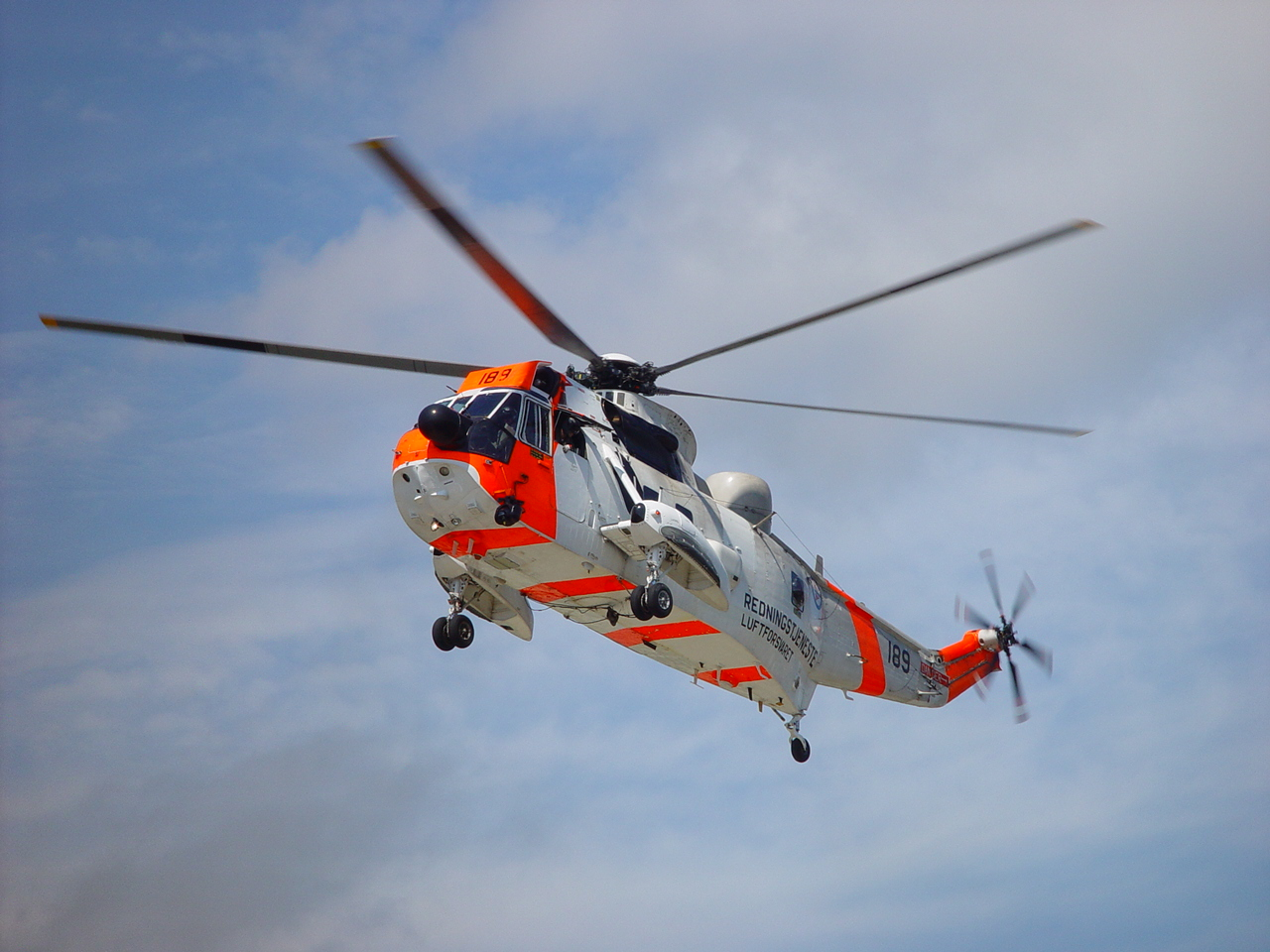
Westland Sea King
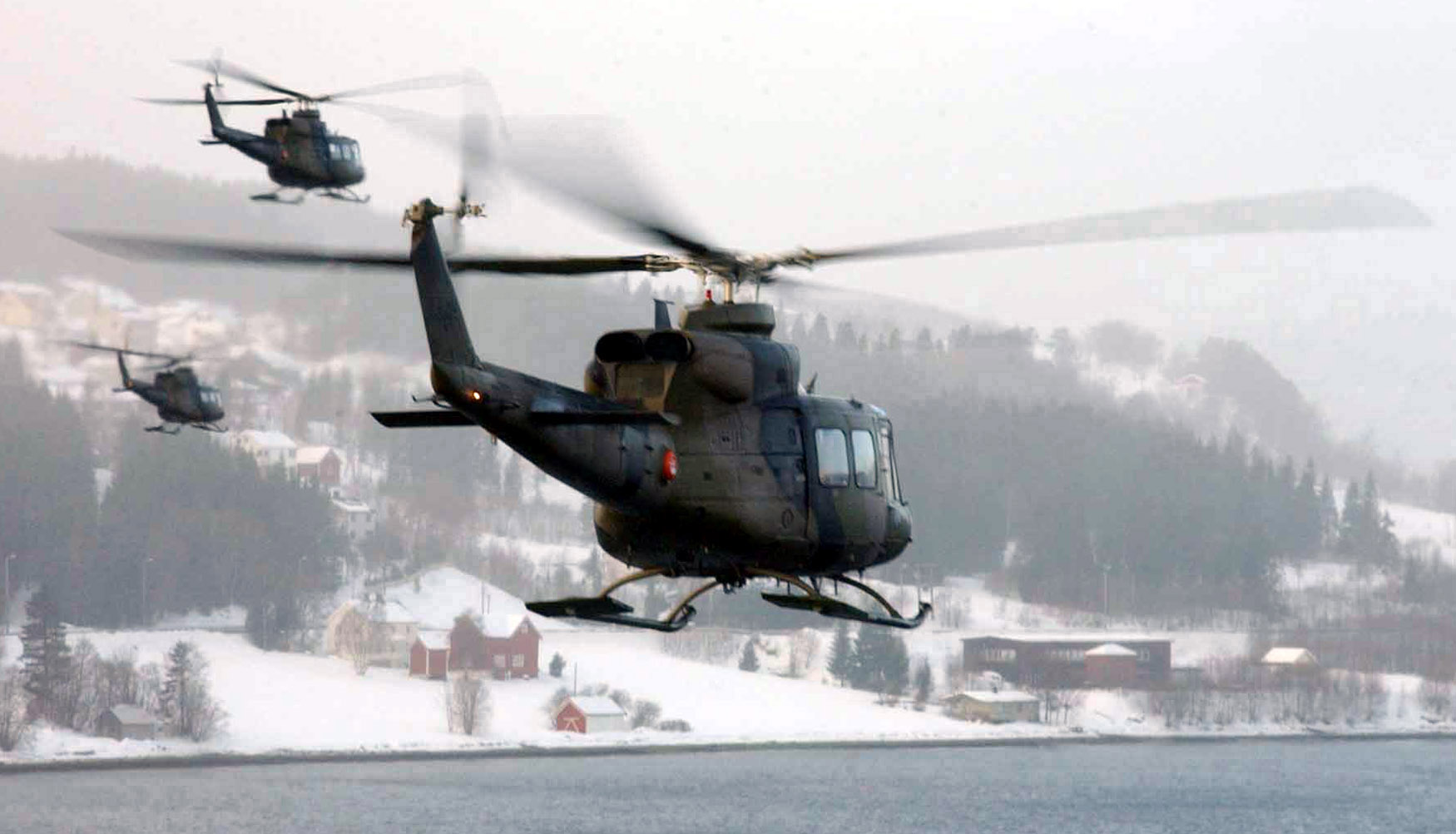
Bell 412